# Центар за културу Ваљево
Центар за културу Ваљево је јавна установа културе која наставља традицију Дома културе који је основан 28. септембра 1956. године.

## Дом културе
Дом културе Ваљево је био главни креатор културног живота тадашњег Ваљева и центар културе и уметности био је место окупљања младих и промотер „градског стваралаштва”. Кроз подршку бројним уметницима, Дом културе успевао је да на свом репертоару понуди велики бој различитих културних садржаја. Тако су се временом изродиле занчајне градске манифестације, попут Тешњарских вечери и Џез феста.

## Зграда Дома културе
Зграда Дома културе је пројектована у духу послератне модерне, рађена од 1953. до 1960. године. Представља непокретно културно добро као споменик културе од великог значаја. По форми, намени и распореду просторија, конципирана је у духу позоришта са свим карактеристикама такве функције, као што су: оркестарска рупа на просценијуму, сценски цугови за декор, ложе, шминкернице, сале за пробе, фундуси за костиме и реквизиту, депои за сценографију, којима је, крајем XX века, придодат и теретни лифт у северном крилу зграде.

## Центар данас
Нов назив установа добија 1. септембра 2009. године. Настављајући традицију гостовања врхунских позоришних представа и музичких садржаја и сарадњу са локалним уметницима, Центар за културу проширио је свој обим делатности и почео са сопственом продукцијом културног програма организујући значајан број изложби, креирајући дечји „културни центар”, подржавајући пројекте младих и за младе. 